# El Casco, Durango
El Casco är en ort i Mexiko.   Den ligger i kommunen San Pedro del Gallo och delstaten Durango, i den centrala delen av landet, 900 km nordväst om huvudstaden Mexico City. El Casco ligger 1 856 meter över havet och antalet invånare är 200.
Terrängen runt El Casco är huvudsakligen platt, men åt sydväst är den kuperad.  Trakten runt El Casco är nära nog obefolkad, med mindre än två invånare per kvadratkilometer. El Casco är det största samhället i trakten. Omgivningarna runt El Casco är i huvudsak ett öppet busklandskap.